# Rhyothemis semihyalina
Rhyothemis semihyalina là một loài chuồn chuồn ngô thuộc họ Libellulidae. Nó được tìm thấy ở Algérie, Angola, Bénin, Botswana, Cameroon, Bờ Biển Ngà, Ai Cập, Ethiopia, Gambia, Ghana, Kenya, Liberia, Madagascar, Malawi, Mauritanie, Mauritius, Mozambique, Namibia, Nigeria, Réunion, Sénégal, Seychelles, Sierra Leone, Somalia, Nam Phi, Tanzania, Togo, Uganda, Zambia, Zimbabwe, và có thể Burundi. Các môi trường sống tự nhiên của chúng là đồng cỏ nhiệt đới hoặc cận nhiệt đới vùng ngập nước hoặc lụt theo mùa, sông, sông có nước theo mùa, đất ngập nước với cây bụi là chủ yếu, đầm lầy, hồ nước ngọt, hồ nước ngọt có nước theo mùa, đầm nước ngọt, và đầm nước ngọt có nước theo mùa.